# Jeanette Lindbæk
Jeanette Lindbæk (18. august 1973) er en dansk skuespiller.

## Filmografi

### Film
- Flaskepost fra P (2016)
- Den skyldige (2018)
- Ninna (2019)

### Tv-serier
- Rita (2012-2017)
- Bedrag (2016-2019)
- Bedre skilt end aldrig (2016)
- Herrens veje (2017-2018)
- Håbet (2018)